# Esther Kreitman
Hinde Ester Singer Kreytman (31 de març de 1891 – 13 de juny de 1954), coneguda com a Esther Kreitman, va ser una novel·lista i escriptora de contes en ídix. Va néixer a Biłgoraj, Polònia, a una família rabínica jueva. Els seus germans menors, Israel Joshua Singer i Isaac Bashevis Singer també es varen convertir en escriptors.

## Biografia
Kreitman era filla de Pinjas Menachem Singer (Pinkhas Mendl Zinger) i de la seva esposa Basheve (Betsabé) Zylberman. El seu pare era rabí i un fervent jueu jasídic amb un profund interès pel misticisme. La mare de Kreitman també provenia d'una família rabínica, encara que no jasídica.
Kreitman va tenir una infància infeliç. Segons el seu fill, la seva mare la va deixar durant els seus tres primers anys de vida en mans d'una dida, qui la deixava en un bressol sota una taula plena de pols, on era visitada una vegada a la setmana per la seva mare, que no la tocava. Més tard, tot i ser una nena especialment dotada, va haver de veure com s'educava als seus germans menors mentre ella era relegada a les tasques de la casa. La primera novel·la de Kreitman inclou nombroses escenes que representen el desig de la protagonista femenina de rebre una educació: les escenes en què espera amb gran expectació que el llibreter arribi a la seva ciutat, els somnis d'esdevenir una estudiosa o l'escena en què amaga un llibre de text en rus dels membres masculins de la seva família perquè no descobreixin que està estudiant en secret. És probable que aquests episodis reflecteixin la pròpia història de Kreitman.
El 1912 va acceptar un matrimoni concertat i se'n va anar a viure amb el seu marit, Abraham Kreitman, un tallador de diamants, a Anvers, Bèlgica. Els esdeveniments al voltant d'aquest matrimoni són descrits per la mateixa Esther Kreitman a Deborah i per Isaac Bashevis Singer en el seu relat autobiogràfic In my Father 's Court.
A Anvers va néixer el seu fill, Morris Kreitman, que més tard va ser conegut pel seu pseudònim periodístic, Maurici Carr, i pel seu psedònim literari, Martin Lea. L'esclat de la Primera Guerra Mundial va obligar a la família a fugir a Londres, on Kreitman viure la resta de la seva vida, excepte dues llargues temporades en què va estar a Polònia.
El seu matrimoni no va ser feliç. Ella i el seu marit treballaven en treballs servils i va haver de dedicar-se a traduir a l'ídix obres clàssiques angleses per guanyar alguns diners extra. Tot i que havia estat la primera de la família en escriure, va publicar relativament tard. La seva primera novel·la Der Sheydims Tants (Dansa dels Dimonis) va aparèixer a Polònia l'any 1936. Va ser traduïda pel seu fill el 1946 com Deborah. La seva segona novel·la, Brilyantn (Diamants), va ser publicada el 1944. Yikhes (Llinatge), el seu llibre de contes, va ser publicat el 1949. Moltes de les seves obres tracten de la condició de la dona, en particular de les intel·lectuals, entre els jueus asquenazites. Altres obres exploren les relacions de classe i entre els seus contes s'inclouen diversos ambientats a Londres durant el Blitz, que va viure en persona.
Després de la Segona Guerra Mundial, Kreitman va intentar contactar amb la seva mare i un tercer germà, Moyshe, que exercia com rabí en un poble a Polònia i que havia fugit a la Unió Soviètica amb la seva mare i la seva dona; el seu pare havia mort abans de la guerra. Encara que va rebre dues postals des del sud del Kazakhstan, a la ciutat de Dzhambul, (avui Taraz), ja no hi va haver més comunicacions. L'evacuació forçosa dels refugiats jueus de l'Àsia central sota condicions extremadament dures va ser relativament comuna a la Unió Soviètica durant la II Guerra Mundial i tots dos van morir el 1946. El seu altre germà Israel Yehoshua Singer havia mort a Nova York el 1944, però l'altre germà, Isaac Bashevis Singer, va visitar-la a Londres el 1947.
La seva relació amb els seus germans va ser sempre complexa. El seu fill recorda que constantment li explicava històries sobre els seus germans, fins que mare i fill van ser de visita a Polònia el 1936 i ella es va sentir rebutjada per tots dos i mai va tornar a parlar d'ells. Aquest sentiment de rebuig va haver agreujar-se quan Isaac Bashevis Singer es va negar a ajudar-la a emigrar als Estats Units després de 1947. Tampoc va respondre a les cartes de la seva germana i no li va enviar diners, tot i que la seva situació era relativament estable i Kreitman i la seva família es trobaven en una situació molt necessitada.
Cap dels dos germans de Kreitman són coneguts per haver-la encoratjat o ajudat a ser escriptora. Els seus llibres mai van ser ressenyats al diari en llengua ídix The Forward, per al qual tots dos treballaven. Però la profunda impressió que la seva personalitat va tenir en tots dos es reflecteix en les seves respectives obres. En l'obra Yoshe Kalb d'Israel Joshua Singer, el personatge d'una seductora dona, infeliç i inestable, sembla inspirat en Kreitman, i en l'obra d'Isaac Bashevis Singer Satan in Goraj apareix una innocent noia que és aixafada per les circumstàncies i que presenta els trets de Kreitman, qui patia d'epilèpsia o d'una altra malaltia física o mental amb símptomes similars, i que va ser més tard diagnosticada com paranoica. El mateix Isaac Bashevis Singer, Premi Nobel de Literatura el 1978, va dir que la seva germana era el model per a la seva obra de ficció Yentl, una dona que procedeix d'un entorn tradicional i que desitja estudiar els textos jueus, i considerava que Esther era la "millor escriptora en ídix" que coneixia, però que era molt difícil relacionar-s'hi, "Qui pot viure amb un volcà?". I va dedicar el volum de la seva col·lecció d'històries curtes The Seance (Nova York, 1968) "A la memòria de la meva estimada germana".
Kreitman va morir el 1954 a Londres. Després de la seva mort, les seves obres, que va escriure "en suport de la Haskalà (il·lustració jueva) des d'una perspectiva femenina", han estat traduïdes a l'anglès, al francès, a l'alemany, al neerlandès i al castellà.

## Obra literària
- Der Sheydim-Tants (1936); Anglès: Deborah ; traduïda al castellà per Xordica Editorial com La danza de los demonios (2018)[5]
- Brilyantn (1944); Anglès: Diamonds
- Yikhes (1949); Anglès: Blitz and Other Stories